# August Becker (Journalist)

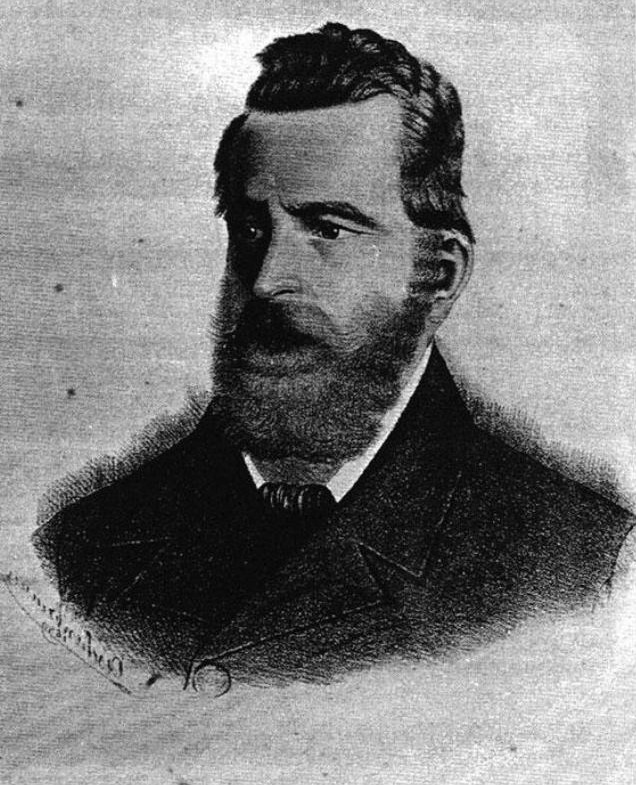
August Becker

Heinrich August Becker (* 17. August 1812 in Hoch-Weisel bei Butzbach; † 26. März 1871 in Cincinnati) war ein deutscher Schriftsteller, Journalist, Politiker, Theologe sowie Freund Georg Büchners. 
Becker war nach der Märzrevolution 1848 an den revolutionären Ereignissen im Großherzogtum Hessen aktiv beteiligt, unter anderem war er als Publizist tätig. Zudem war er Abgeordneter der Zweiten Kammer der Landstände des Großherzogtums Hessen. Ab 1853 lebte er in den USA. 

## Leben
Becker studierte von 1829 bis 1833 evangelische Theologie an der Ludoviciana in Gießen, an der er den Beinamen Der rote August trug. 1829 wurde er Mitglied der Alten Gießener Burschenschaft Germania.  Becker hatte die Bekanntschaft zwischen Georg Büchner und Friedrich Ludwig Weidig herbeigeführt, mit dem er schon länger verbunden war.
1833 hatte er Georg Büchner kennengelernt, der ebenfalls als Außenseiter galt. 1834 wurde er Mitbegründer des Geheimbundes Gesellschaft für Menschenrechte von Georg Büchner. Er beteiligte sich ebenfalls an der Verbreitung der revolutionären Vormärz-Schrift Der Hessische Landbote. 1835 wurde er verhaftet und verbüßte vier Jahre verschärfte Untersuchungshaft und Gefängnis, bevor er 1839 begnadigt wurde. Er ist im Schwarzen Buch der Frankfurter Bundeszentralbehörde (Eintrag Nr. 81) festgehalten. 1839/40 war er Gründer eines deutschen Handwerkerbildungsvereins in Zürich.
In den 1840er Jahren kam er in der Schweiz in Kontakt zu Wilhelm Weitling, der prägenden Kraft des Bundes der Gerechten.
In der Folgezeit wurde er zu einem Popularisierer der kommunistischen Ideen Weitlings. Ein von ihm verfasstes Vorwort zu der Veröffentlichung von Vorträgen Georg Kuhlmanns (Die Neue Welt, oder das Reich des Geistes auf Erden. Verkündigung. Genf 1845) führte zu heftigen Attacken von Moses Hess, Joseph Weydemeyer und Friedrich Engels.
1848 kehrte er nach Gießen zurück und wurde verantwortlicher Redakteur und Hauptautor der radikaldemokratischen Gießener Tageszeitung Der Jüngste Tag. Am Tag der Aufhebung der Pressezensur im Großherzogtum, dem 6. März 1848, erschien diese Zeitung erstmals. Becker beteiligte sich an der Märzrevolution und hatte engen Kontakt mit Alexander und Ludwig Büchner, den Brüdern seines alten Freundes Georg Büchner. Anfang 1849 ändert er den Titel der Zeitung Der Jüngste Tag in Wehr’ Dich! Organ der demokratischen Vereine Oberhessens und des Lahnwehrbundes. 
Nach der Revolution von 1848/1849 war er in den Jahren 1849 bis 1853 in der 12. bis zur 14. Wahlperiode für den Wahlkreis Oberhessen 3 / Biedenkopf gewähltes Mitglied der Zweiten Kammer der Landstände des Großherzogtums Hessen. 
Becker wanderte nach dem endgültigen Sieg der Reaktion 1853 über die Schweiz in die USA aus, wo er sich zunächst als Impresario und Zirkusakrobat versuchte. 1861 bis 1865 wirkte er im Sezessionskrieg als Feldprediger im Steuben-Regiment. 1865 heiratete er. In seinen letzten Jahren übernahm er die Redaktion mehrerer Zeitungen unter anderem in Baltimore, New York, Washington und Cincinnati.

## Schriften
- Die Volksphilosophie unserer Tage. Heß, Neumünster bei Zürich 1843.
- Was wollen die Kommunisten? Eine Rede, im Auszug vorgetragen, vor einer am 4ten August 1844, im Lokal des s.g. Kommunisten-Vereins zu Lausanne, von Mitgliedern verschiedener Arbeiter-Vereine abgehaltenen Versammlung. Kommunisten-Verein, Lausanne 1844 (Digitalisat).
- Geschichte des religiösen und atheistischen Frühsozialismus. Erstausgabe des von August Becker 1847 verfaßten und von Georg Kuhlmann eingelieferten Geheimberichtes an Metternich und von Vinets Rapport nebst einer Einleitung (= Christentum und Sozialismus. Quellen und Darstellungen. Bd. 6, ZDB-ID 537735-3). Herausgegeben von Ernst Barnikol. Mühlau, Kiel 1932.